# Crème de violette

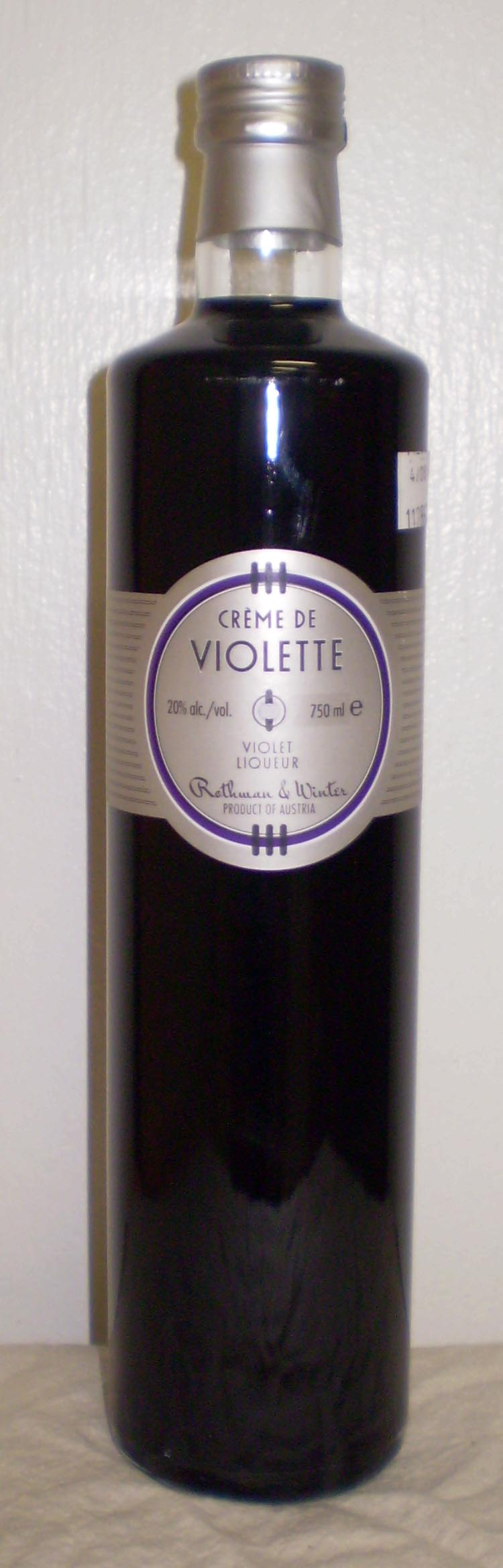
Butelka Créme de violette

Crème de violette (także: likier de violette) – bardzo słodki, niskoprocentowy (21% alkoholu) likier o zabarwieniu intensywnie fioletowym, powstały na bazie płatków fiołków, a w tańszych wersjach z dodatkiem sztucznych barwników i aromatów. Znany od XIX wieku, prawdopodobnie wymyślony w Amsterdamie lub na terenie Prowansji.
Powstaje poprzez macerowanie kwiatów fiołków w brandy lub wódce, a znacznie rzadziej w innych alkoholach (np. armaniaku). Dodatki stanowić mogą różne owoce, kwiaty, zioła i przyprawy korzenne. Posiada intensywny kwiatowy zapach i na tyle słodki smak, że stosowany jest prawie wyłącznie do drinków, a nie samodzielnego spożycia. Może być łączony z szampanem lub białymi winami.
Podobne likiery, sporządzane na bazie maceratu fiołkowego to Parfait d’Amour (z dodatkiem curaçao) i amerykański Creme Yvette (z dodatkiem wanilii). Najbardziej znane marki Crème de violette to: Monin Violet, Rothman & Winter Crème de Violette, Giffard Violette, Mas de Coralie Liqueur de Violette, Elie Arnaud Denoix Crème de Violette, Dolin Crème de Violettes, Scherer Liqueur de Violette, czy Devoille Liqueur de Violette.